# Nagy szarvasbogár

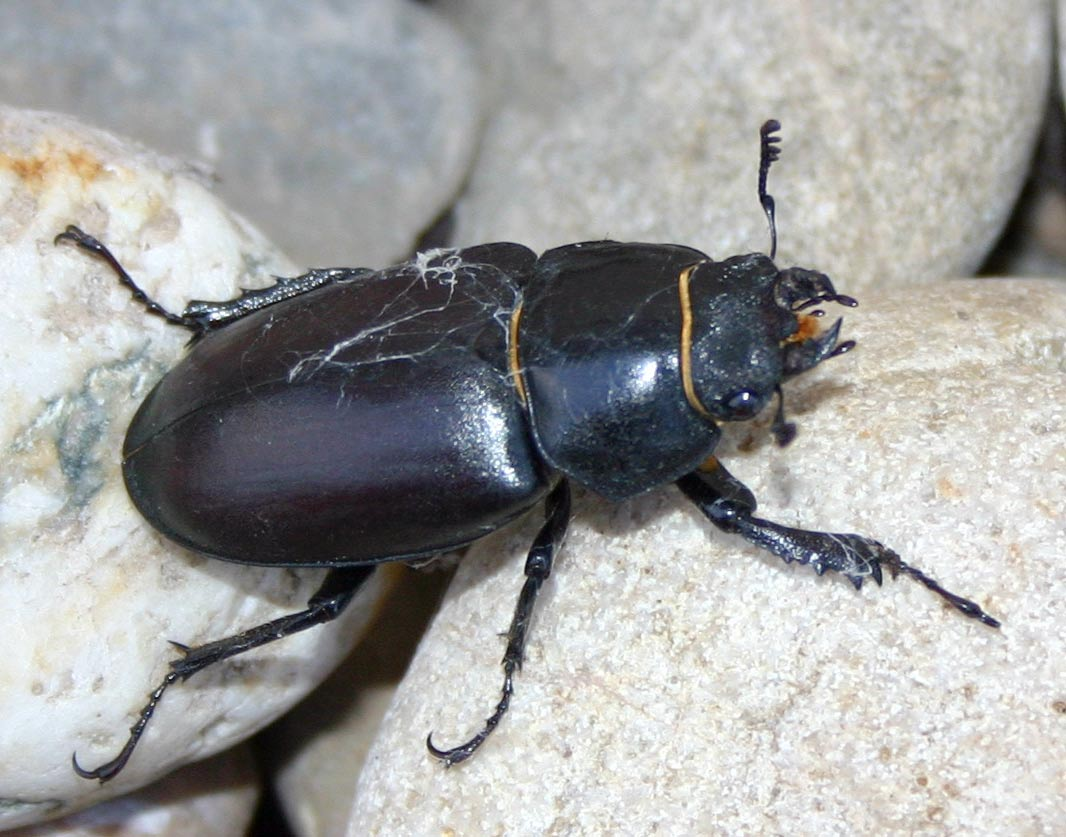
Nőstény nagy szarvasbogár

A nagy szarvasbogár (Lucanus cervus) közismert európai rovarfaj, a kontinens legtermetesebb bogara. Sokszor csak szarvasbogár néven emlegetik. Nevét a hímek megnagyobbodott, agancsra emlékeztető rágójáról kapta, amelynek a párzást megelőző vetélkedésben van szerepe.
2017-ben Magyarországon az „Év rovara” volt.

## Előfordulása
Zömmel Dél- és Közép-Európa lakója, de Ázsiában Iránig, nyugaton a Brit-szigetekig, északon Svédország legdélibb részéig találkozhatunk vele. Korábban sokkal gyakoribb volt Európa tölgyeseiben, ám élőhelyének megritkulása miatt sokfelé nagyon megritkult, sőt helyenként ki is pusztult.

## Megjelenése
A hím és a nőstény szarvasbogárra szembetűnő ivari kétalakúság jellemző. A hímek jóval nagyobbak a nőstényeknél: rendszerint 3-8 centiméter hosszúak, de ritkán 10 centiméteresre is megnőhetnek, míg a nőstények rendszerint csupán 3-5 centiméteresek. A „szarvak”, a megnyúlt, erős, 1-2 centiméteres rágók csak a hímek jellemzői. A hím fejét oldalt és hátul kiugró perem keretezi, emiatt a feje szélesebb az előtornál; 
a nőstény feje egyszerű, az előtornál keskenyebb. A hím elülső lába vékony, de erősen megnyúlt; a nőstény elülső lába rövidebb, de széles és fogazott, ásásra alkalmas.
A nagy szarvasbogár alapszíne sötétbarna, rágói vörösbarnák, szárnyfedői gesztenyebarnák.
- Hím...
- ... és nőstény szarvasbogár

## Életciklusa
A nagy szarvasbogár xilofág állat, ami azt jelenti, hogy imágó állapotban fák – főleg tölgyek – nedveit szívogatja, de nem létfontosságú, hogy táplálkozzon. (Fogságban akár mézzel vagy cukros vízzel is táplálható, amit hosszú, nyaló-szívó szájszervével szürcsöl fel.) De nem csak a kifejlett állat kötődik a tölgyesekhez, hanem a lárvák is ezt a fát szeretik rágni, leginkább korhadt állapotban. A nagy szarvasbogár a homoki tölgyesek legnagyobb testű bogara. Elsősorban tövisszúró gébics fészke alatt találkozhatunk időnként nagyobb mennyiségű tetemükkel, hiszen ez az erős csőrű madár könnyedén roppantja meg a kemény kitinpáncélt. Kisragadozóink közül a nyuszt, a nyest és a hermelin is előszeretettel fogyasztja a kirajzó és földre pottyanó példányokat, de az elsősorban gyümölcsfogyasztó erdei és nagy pele is képes zsákmányul ejteni. A kertekben a sövényeket, farönköket, tölgyfát,  körtefát,  fűzfát is kedvelik.
A május végén, júniusban megjelenő imágók legfőbb feladata a szaporodás. Nappal inaktívak, ilyenkor a fatörzseken pihennek és szívogatják a nedveket, majd meleg esti órákban szürkületben hangos zúgással kezdenek repülni párt keresve. Repülésük nem túlzottan biztos, gyakran ütközéssel állnak meg. A repülések júniusban a leggyakoribbak, de ha a június hűvös és esős, csak néhány napra korlátozódnak. A májusban megjelenő imágók még, a júliust is megérők már nem repülnek. Ha egy nőstényre több hím is ráakad, látványos harcra kerül sor, amelynek célja, hogy a fogóként használt szarvakkal megragadják és a hátára fordítsák az ellenfelet – vagy éppen ledobják egy faágról.
A győztes hím megtermékenyíti a nőstényt, ami elég hosszú ideig is elhúzódhat, majd hamarosan, rendszerint július végén elpusztul – ha nem kerül sor párzásra, valamivel tovább él. A nőstények akár augusztus végéig is elélhetnek. Petéiket leginkább korhadó fatörzsekbe, pusztuló rönkökbe rakják. A peték 2,25 mm nagyok, amelyekből hamarosan kikelnek a piszkosfehér, görbült testű lárvák, a pajorok. Ezek eleinte kis földrögökkel táplálkoznak, és csak később, amikor már nagyobbak lesznek, kezdenek el tölgy vagy más fa korhadékát enni. Ám mivel étkük kevéssé tápláló, fejlődésük is rendkívül lassú: általában 5 éven keresztül rágják erős szájszervükkel a faanyagot, ekkorra már elérik a 10 cm-t is, mire ősszel bebábozódnak. A meleg idők elérkeztével bújnak elő a kifejlett egyedek, hogy újrakezdjék a ciklust. A bogár lassú mozgású, és ha a nőstényért való harcban veszít, a győztes hím lelöki a fáról. A kifejlett állatok pár hétig élnek, július végére, augusztus elejére elpusztulnak. A rajzás után az elpusztult szarvasbogarak teteme, egy-egy fa alatt a fej és rágó maradványai is megfigyelhetőek.
- Lárvák különböző növekedési stádiumban
- Hím egyed bábja
- Harcoló hímek
- Párzás

## Védettsége
Habár a Természetvédelmi Világszövetség veszélyeztetett fajokat összegyűjtő Vörös listáján nem szerepel, élőhelye folyamatos pusztítása miatt egyedszáma jelentősen csökken. Mint minden szaproxilofág fajnál, a nagy szarvasbogárnál is az élőhelyek feldarabolódása és a beteg, idős fák eltávolítása jelenti a legsúlyosabb fenyegetést.
Magyarországon védett, természetvédelmi értéke 10 000 Ft.